# Вілфредо Васкес-молодший
Вілфредо Васкес-молодший (англ. Wilfredo Vázquez Jr., 18 червня 1984) — пуерториканський професійний боксер, чемпіон світу за версією WBO (2010—2011) в другій легшій вазі.

## Професіональна кар'єра
На профірингу дебютував 2006 року. 12 вересня 2008 року в бою проти Адольфо Ландероси завоював вакантний титул «тимчасового» чемпіона WBO Latino у другій легшій вазі. Провів три успішних захиста титулу.
27 лютого 2010 року в бою проти Марвіна Сонсона (Філіппіни), нокаутувавши суперника в четвертому раунді, завоював вакантний титул чемпіона WBO у другій легшій вазі. Провів два успішних захиста титулу, нокаутувавши Жолта Бедака (Угорщина) і Івана Ернандеса (Мексика).
7 травня 2011 року програв нокаутом в дванадцятому раунді Хорхе Арсе (Мексика) і втратив титул.
4 лютого 2012 року вийшов на бій за вакантний титул чемпіона WBO у другій легшій вазі проти Ноніто Донера (Філіппіни) і програв розділеним рішенням.
В наступні роки провів ще 10 поєдинків, в яких здобув 5 перемог і зазнав 5 поразок.